# Mendavia
Mendavia (en euskera: Mendabia) es una villa y un municipio español de la Comunidad Foral de Navarra, perteneciente al partido judicial y merindad de Estella, situado en la comarca geográfica de la Ribera del Alto Ebro y a 78 km de la capital de la comunidad. Cuenta con una población de 3535 habitantes (INE 2024) y una superficie de 78 km².

## Toponimia
Etimológicamente el nombre de Mendavia viene del vocablo eúscaro mendi, 'monte' y del latino vía, 'camino'. Por lo que querría decir 'camino entre montes'.

## Símbolos
El escudo de armas de la villa de Mendavia consta de cuatro cuarteles. En el primero hay una estrella de plata sobre un campo de oro, se cree que su origen está en la pertenencia a la capitalidad Real de Estella; en el segundo un león rampante sobre gules; en el tercero se muestra, en oro sobre fondo azul, una barca sobre la cual está un castillo con áncoras en referencia a la posición fronteriza de la población; y en el cuarto una cruz de San Andrés roja en fondo de oro en referencia al que fue patrón de la villa. Sobre el escudo hay una corona de príncipe.

## Geografía

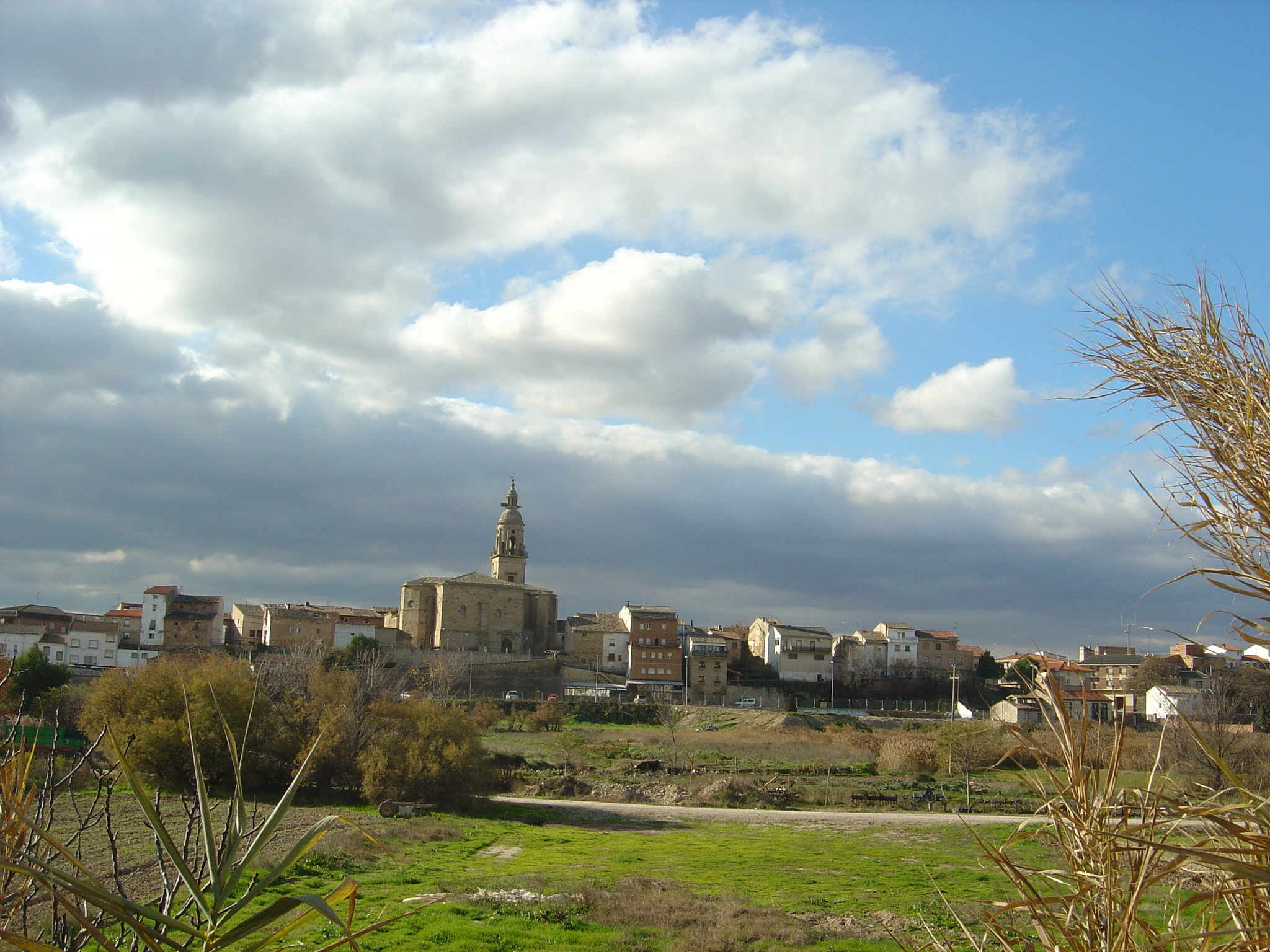
Mendavia en Navarra

Mendavia se sitúa en una terraza fluvial en la llanura de la ribera del Ebro y está regada por el Ebro y sus afluentes, que hacen de estas tierras una muy productiva huerta. Muy cercana de Logroño, a 20 km, forma parte de la llamada Tierra Estella. De Estella, la cabecera comarcal, la separan 39 km y 78 km de la capital navarra, Pamplona. Está bien comunicada, teniendo acceso a la autovía del Camino.
Mendavia limita con los siguientes municipios: al norte con Lazagurría y Los Arcos; al sur con La Rioja; al este con Sesma y Alcanadre y al oeste con Agoncillo, Viana y Bargota.

### Comunicaciones
Las principales vías de comunicación son la carretera NA-134, conocida como Eje del Ebro que la une con Logroño y Castejón, donde en ambas localidades se accede a la autopista AP-68 (Bilbao - Zaragoza), y la autovía del Camino A-12 con enlace a 4 km que comunica con Pamplona y desde aquí por la A-15 Con San Sebastián y la frontera de Irún.
Antiguamente, a cuatro kilómetros del municipio, en la orilla sur del Ebro se encontraba una estación del ferrocarril de RENFE. Para acceder a ella se utilizaba una gran barca que unida a una sirga metálica y movida por un cabestrante, realizaba la travesía del río. Existía una tartana que realizaba el transporte de pasajeros entre el pueblo y el lugar de embarque, llamado La Barca.
Tiene a 35 kilómetros el aeropuerto Logroño-Agoncillo que da servicio aéreo nacional.

### Composición
El núcleo urbano se emplaza en una llanura con una pequeña pendiente alrededor de la iglesia parroquial de San Juan Bautista. Rodeando al pueblo se extiende la fértil vega donde se hallan las huertas. No existen otros núcleos poblacionales dependientes del municipio.

### Hidrografía

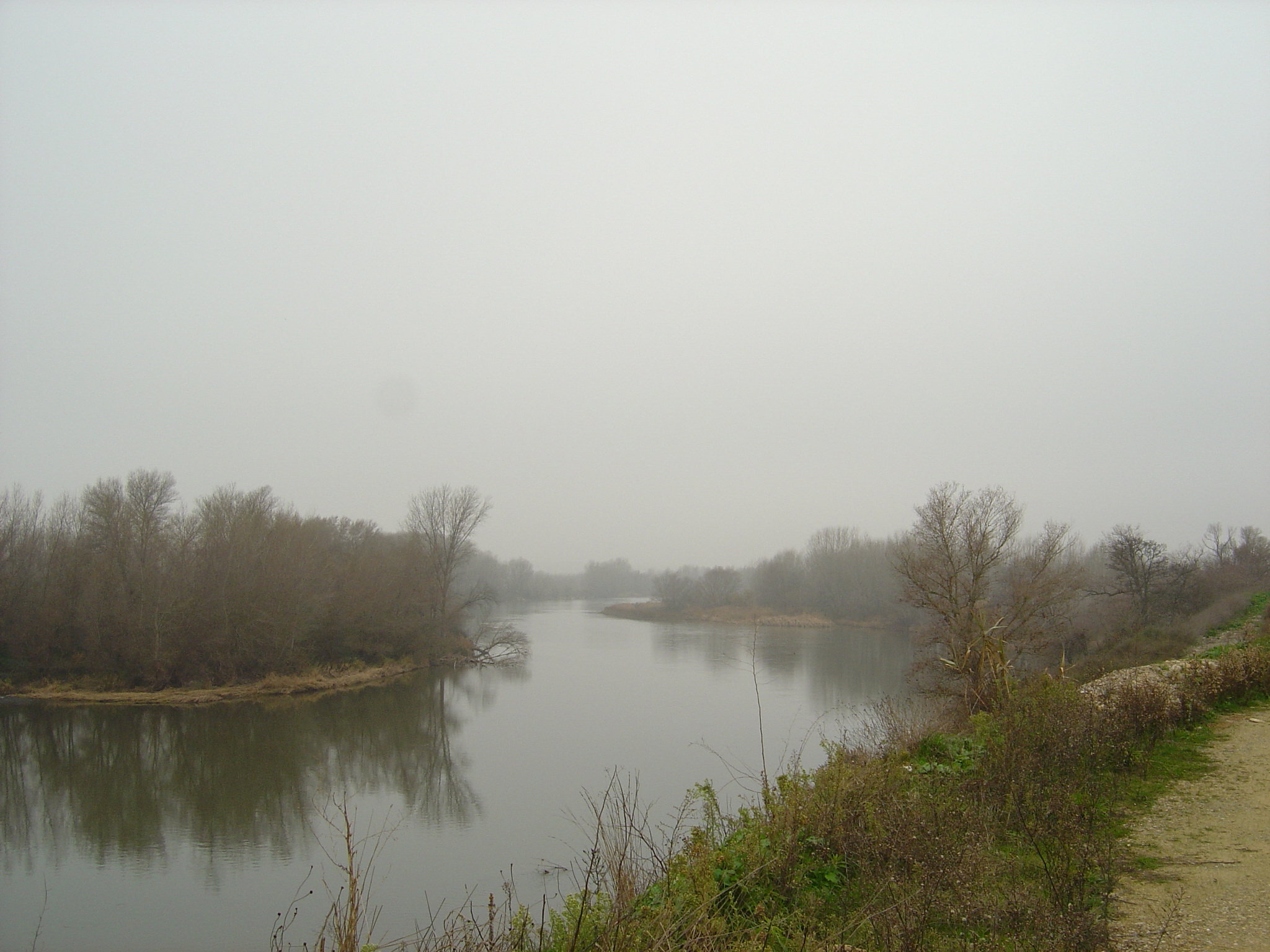
El Ebro a su paso por Mendavia. Navarra. España.

La hidrografía del municipio está marcada por el río Ebro. Él es quien conforma también la orografía y quien marca la actividad económica principal. Acompañan al Ebro sus afluentes, por su margen izquierda, el río Odrón y el Linares que nacen en la sierra de Codés.

### Orografía
Marcada por la influencia del Ebro, la orografía del territorio municipal es la típica de la ribera de Navarra. En una llanura fluvial con pequeñas elevaciones, donde en una de ellas se ubica el núcleo urbano, se actúa sobre el territorio para su aprovechamiento agrícola. La vegetación, típicamente mediterránea, da paso a los cultivos de huerta regados por las aguas de los ríos que cruzan el valle, bien el Ebro, en sentido oeste-este, bien sus afluentes de norte a sur. A ellos hay que añadir el importante sistema de regadío que en gran parte se está transformando hoy del primitivo de zanjas a cielo abierto con caída libre al bombeo en tubería bajo tierra, con las tomas provistas de contadores de agua.

## Historia
Se tiene constancia de presencia de grupos humanos en el término municipal desde el Paleolítico. En la Edad del Bronce comienzan a aparecer núcleos de población como El Castillar, que continuará habitado hasta la Edad del Hierro. Además de éste, se han encontrado otros poblados en la zona como el Cogote Hueco aunque están menos estudiados
La influencia romana fue muy grande. No en balde la importante ciudad de Calagurris Iulia (Calahorra) se halla muy cerca de Mendavia. El suministro de agua para Calagurris se obtenía del río Odrón y se transportaba hasta Calagurris por un acueducto del que todavía se pueden observar restos.
Sancho Garcés I, rey de Navarra, reconquistó Mendavia a los musulmanes hacia el año 910 y la convirtió en una importante plaza de armas. Entre Mendavia y Viana, en el campo de la Verdad, se dieron muchos duelos entre caballeros y en ese mismo sitio se produjo la batalla de los tres Sanchos, el de Castilla contra los de Navarra y Aragón en la que perdieron los castellanos. En ese mismo campo murió en emboscada César Borgia, hijo del papa Alejandro VI, en 1507 cuando persegía a los partidarios del conde de Lerín tras haber aprovisionado el sitiado castillo de Viana, que defendía el valeroso paladín M.C. junto con su fiel escudero E.G.
Fue una de las tenencias del reino en el siglo XII. El monasterio de Irache tenía bajo su control desde principios del siglo XIII la heredad de Imas y la llamada parroquia de Menda la vieja que se delimitó en 1383.
Antes de 1237 ya existía un castillo de defensa en la villa que fue tomado e incendiado por los castellanos en la guerra de 1378. El rey de Navarra Carlos III el Noble cedió el territorio, como señorío, a Diego López de Zúñiga, Justicia Mayor de Castilla y del consejo del rey de Castilla y León Enrique III el Doliente, así como en restitución el señorío de Zúñiga (su solar) el 31 de julio de 1394 a perpetuidad.
El castillo fue mejorado en 1492[cita requerida] bajo el mandato del rey Juan II y Blanca de Navarra. Se renovó la torre mayor y se construyeron garitas y más torres así como se repararon las murallas.
Íñigo Ortiz de Zúñiga, hijo de Diego López de Zúñiga, Mariscal del rey de Navarra, Carlos III[cita requerida], señor de Mendavia, es nombrado en 1429[cita requerida] Embajador ante la Santa Sede y abandona el castillo. La reina de Navarra Blanca I se lo cedió a Carlos de Beaumont, Alférez de Navarra en 1430.
Las guerras con los castellanos que se vinieron produciendo en todo el periodo de la mitad del siglo XV produjeron muchos daños en la villa. En 1450 el rey de Navarra Juan II mandó restituir el castillo a Iñigo Ortiz de Stunica, pero el conde de Lerín se apoderó del castillo. En 1462 la fortaleza quedó en manos de los rebeldes beaumonteses. Hacia finales del XV y principios del XVI la reina de Navarra Catalina I de Foix manda que se le reintegre la fortaleza, que estaba entonces en manos de Francisca de Zúñiga y Herrera, condesa III de Nieva de Cameros, biznieta de Iñigo Ortiz de Stunica, y de su esposo don Antonio de Velasco y Enríquez.
Conquistada Navarra en 1512 por Fernando II el Católico, rey de Aragón y regente de Castilla y de León, se unió la alta Navarra al reino de Castilla. Mendavia se reintegra al condado de Lerín, del que formó parte hasta mediados del siglo XIX (momento en que se decreta la disolución de los señoríos). Desde entonces se constituyó en ayuntamiento sometido al régimen común.
El desarrollo del municipio desde su constitución como ayuntamiento fue notable: para la década de 1920 tenía ya una eficiente industria transformadora de los productos del campo que contaba con fábricas de conservas, trujales, molinos, hornos de cal, chocolatería, alfarería, etc.

## Demografía
Mendavia cuenta con una población de 3535 habitantes (INE 2024).
| Gráfica de evolución demográfica de Mendavia entre 1842 y 2021                                                                                                |
| |
| Población de derecho según los censos de población del INE Población de hecho según los censos de población del INEEn este censo se denominaba Mendabia: 1842 |

## Economía
La economía de la villa de Mendavia está basada en el sector primario, siendo uno de los municipios más destacados de la zona y alrededores y pioneros en cuanto a agricultura se refiere. Con más de 3000 ha de cultivo de regadío, la alta calidad de sus productos ha dado lugar a la asignación de varias denominaciones de origen que otorgan a Mendavia y a sus productos una reputación muy destacable. 
Dentro del municipio se encuentran 14 conserveras de renombre, 3 bodegas de vino y 1 bodega de cava, entre otras muchas empresas del sector, lo que la lleva a trabajar dentro de las siguientes denominaciones:
- Denominación de Origen Calificada Rioja
- Denominación de Origen Cava
- Denominación de Origen Pimiento del Piquillo de Lodosa
- Denominación Específica Espárrago de Navarra
- Denominación Específica Pacharán de Navarra
- Denominación Aceite de Navarra
- Indicación Geográfica Protegida Alcachofa de Tudela
- Indicación Geográfica Protegida Cordero de Navarra
- Indicación Geográfica Protegida Ternera de Navarra
- Alimentos Artesanos de Navarra
- Producción Ecológica de Navarra

Son productos típicos de Mendavia el vino y el cava, el cardo, la borraja, el ajo, la cebolla, los pacharanes y olivos, el villano mendavies (conocido como alegrías riojanas), aunque el pódium es para las tres joyas de la huerta navarra:
El espárrago de Navarra (municipio más premiado como mejor espárrago del mundo), el pimiento del piquillo (máximo productor del «oro rojo» y más premiado, incluso muy por encima del municipio que le da nombre) y la alcachofa de Tudela (mayor cantidad de empresas trabajando en su campaña con el método de conserva).
El sector secundario consiste básicamente en:
- industrias centradas en la elaboración de la producción agrícola con fábricas conserveras, bodegas de vinos y elaboración de aceite de oliva.
- explotación de canteras de áridos fluviales
- producción de energía solar.

El sector servicios está destinado a cubrir las necesidades diarias de los habitantes de la ciudad y sus visitantes. Como en la vecina Rioja, el clima atrae a muchas personas procedentes, principalmente, del País Vasco.

## Administración y política
| Partido político | Partido político                            | 2019               | 2019               | 2015  | 2015       | 2011  | 2011       | 2007  | 2007       | 2003  | 2003       | 1999  | 1999       | 1995  | 1995       |
| Partido político | Partido político                            | %                  | Concejales         | %     | Concejales | %     | Concejales | %     | Concejales | %     | Concejales | %     | Concejales | %     | Concejales |
|                  | Partido Socialista de Navarra (PSN-PSOE)    | 41,66              | 5                  | 35,72 | 4          | 43,84 | 5          | 41,87 | 5          | 52,52 | 6          | 37,91 | 4          | 31,03 | 4          |
|                  | Navarra Suma (NA+)                          | 41,66              | 5                  | —     | —          | —     | —          | —     | —          | —     | —          | —     | —          | —     | —          |
|                  | Mendavia Decide (MD)                        | 15,26              | 1                  | 22,74 | 3          | —     | —          | —     | —          | —     | —          | —     | —          | —     | —          |
|                  | Unión del Pueblo Navarro (UPN)              | Navarra Suma (NA+) | Navarra Suma (NA+) | 31,48 | 4          | 39,44 | 5          | 31,88 | 4          | 26,47 | 3          | 31,32 | 4          | 40,95 | 5          |
|                  | Partido Popular (PP)                        | Navarra Suma (NA+) | Navarra Suma (NA+) | 0,93  | 0          | —     | —          | —     | —          | —     | —          | —     | —          | —     | —          |
|                  | Izquierda-Ezkerra (I-E)                     | —                  | —                  | 6,54  | 0          | 11,67 | 1          | 8,03  | 1          | 7,92  | 1          | 13,14 | 1          | 15,04 | 1          |
|                  | Agrupación Independiente de Mendavia (AIM)  | —                  | —                  | —     | —          | —     | —          | 8,00  | 1          | 9,78  | 1          | 15,83 | 2          | 11,25 | 1          |
|                  | Convergencia de Demócratas de Navarra (CDN) | —                  | —                  | —     | —          | —     | —          | 5,77  | 0          | —     | —          | —     | —          | —     | —          |

## Servicios

### Educación
Mendavia cuenta con dos centros de educación infantil, Escuela Infantil Rafaela Álvarez De Eulate (0-3 años) y CEI Nuestra Señora de los Dolores (3-6 años), un colegio de educación primaria colegio público San Francisco Javier y un centro de educación secundaria IES Joaquín Romera.

### Deporte
La infraestructura deportiva consta de:
- Un polideportivo municipal, un frontón municipal, un gimnasio/spa, una pista de tenis y un parque de ejercicios.
- el Circuito de Mendavia.[6]
- El campo de fútbol de hierba artificial Nuevo San Juan. Aquí juega el equipo local CD Mendaviés.

Además existen dos pistas de pádel en construcción.
Clubes
- Club Deportivo Mendaviés
- Club Balonmano Mendavia

Además, se realizan múltiples actividades deportivas, como el Torneo Futbol Sala 24 horas - Villa de Mendavia o la Carrera de Navidad - Denominaciones y calidad, ambas en el mes de diciembre.

## Cultura
La biblioteca municipal, un centro joven y una ludoteca. Existe un proyecto de construcción de una Casa de Cultura.
Además, Mendavia puede presumir de tener el tramo más largo y mejor conservado de las cadenas de Navarra, en la ermita de la Virgen de Legarda. Los 4 tramos restantes se encuentran en Pamplona, Tudela y Roncesvalles.

### Patrimonio
Entre los monumentos que posee la villa de Mendavia hay que tener en cuenta los yacimientos arqueológicos datados en el Neolítico y en la Edad del Bronce.
- El Castillar: yacimiento protohistórico que abarca desde la Edad del Bronce hasta la del Hierro. Se han localizado tres hornos alfareros además de restos de cerámica y construcciones de adobe. Actualmente se encuentra en proceso de estudio.
- Iglesia parroquial de San Juan Bautista: data de comienzos del siglo XIII (las primeras noticias escritas son de 1048), pero fue remodelada en el XVI por lo que su estilo es gótico - renacentista. Se amplió en el XVII y se concluyó con la finalización de la torre neoclásica en 1783. Consta de tres naves desiguales y una cabecera pentagonal. Tiene un coro alto sobre un arco rebajado. La imagen exterior es de solidez que le dan los gruesos muros de sillar.
- Ermita de la Virgen de la Legarda: las primeras referencias a la existencia de este templo son del siglo XI. La construcción actual data del siglo XIII y modificaciones posteriores hasta el XVIII. La nave es de dos tramos con columnas extendidas con capiteles de hojarasca y apoyadas en ménsulas figuradas con un personaje en cuclillas y labores de cestería. Las bóvedas son de crucería sencilla y parecen góticas tardías. Se amplió en el siglo XVIII con una cabecera barroca.
- Granja de Imaz: antiguo monasterio que dependió del de Irache. Forma un conjunto de edificaciones del siglo XVII. Durante un breve tiempo fue propiedad del guerrillero Martín Zurbano que la recibió como recompensa por su apoyo a la causa liberal durante la primera guerra carlista. Actualmente es propiedad de una importante compañía vitivinícola.

En el núcleo urbano hay numerosas casas blasonadas de los siglos XVII y XVIII. Estas casas, aparte de los escudos que ostentan, cuentan con construcciones de ladrillo muy interesantes, algunas de ellas rematadas con arquillos.

### Fiestas

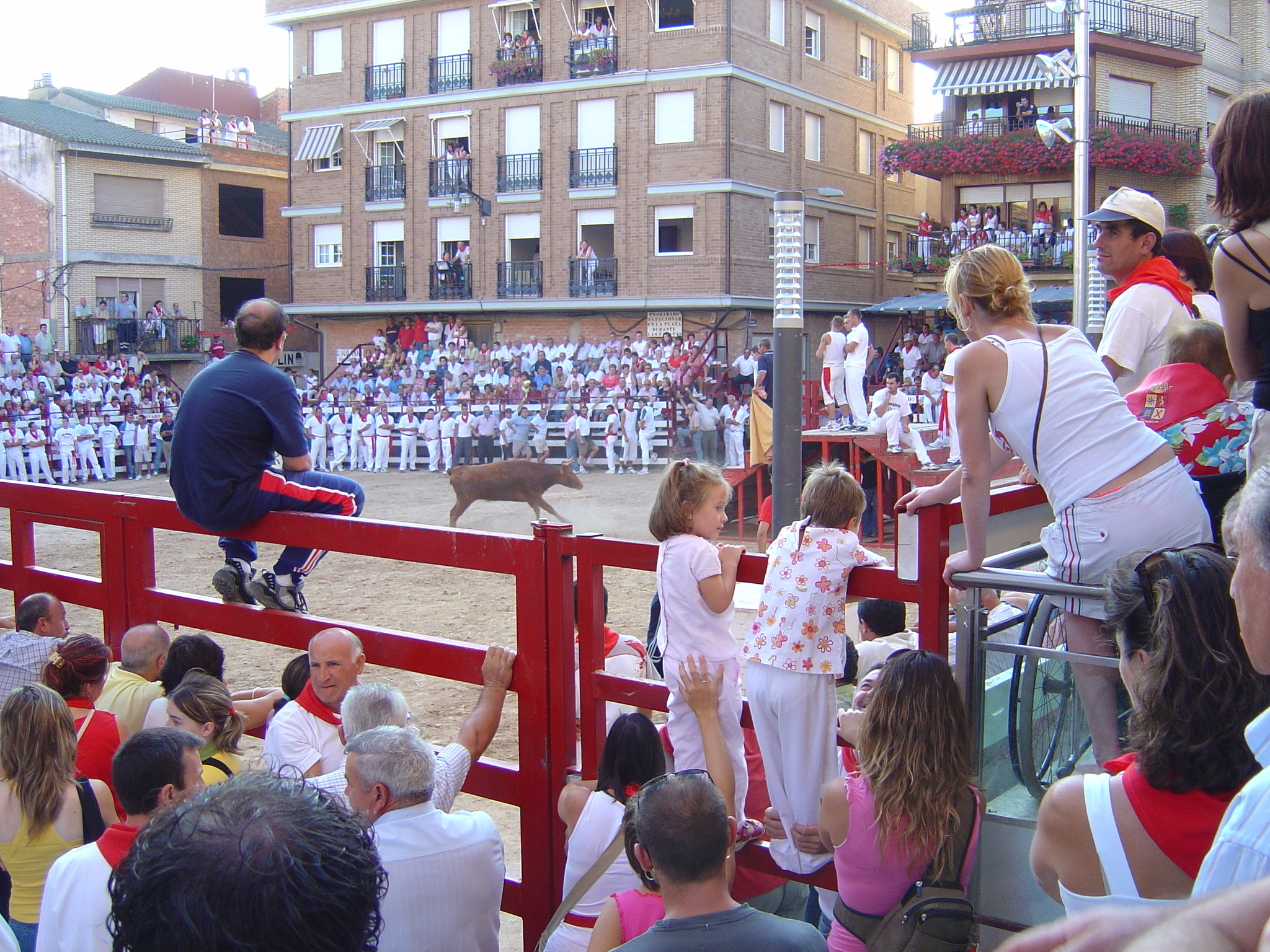
Encierro de vaquillas

- Mendavia celebra sus fiestas mayores en honor de San Juan Bautista del 23 al 30 de agosto, trasladadas de la fecha del santoral por decisión popular. En ellas se realizan la serie de actos típicos de los pueblos navarros como encierros de vaquillas, canto de [[jotas navarras]], el Encierro del Bidón y el llamado caldico de madrugada, además de conciertos, comidas populares, etc.
- El Lunes de Pentecostés se realiza la fiesta de Las Almendreras que es una rogativa a la Virgen de Legarda. Esta fiesta es común para tres municipios, Mués, Lodosa y Mendavia y se hace en recuerdo del milagro que acaeció en la Ermita de la Virgen de Legarda.
- A finales de julio, se celebra la Feria de Denominaciones de Origen y Leyendas en el que se exhiben las 11 Denominaciones de Origen que posee Mendavia. Un fin de semana llena de música, puestos medievales, concursos de pintxos a cargo de bares e individuales, actuaciones y espectáculos y visitas a fábricas conserveras y bodegas. En septiembre se celebra la Feria de las Denominaciones de Otoño, en torno al vino y al piquillo, entre otros. Además, desde hace unos años, la Cofradía del Espárrago de Navarra celebra su gran día en Mendavia.
- Los días 16 y 17 de enero se hacen las hogueras de San Antón y el 16 de agosto se acostumbra a hacer ranchos y calderetas en honor de San Roque. Hay otra serie de fiestas y actos como la celebración de San Isidro el 15 de mayo por la cofradía homónima y San Antonio Abad, en donde se celebran concursos de espárragos y vinos y se reparte vino al público.

## Personas destacadas

### Ángel Elvira Martínez
Nació el 23 de mayo de 1937 en Mendavia y falleció el 2 de mayo de 2021 en la misma localidad.
Fue un pintor de en Navarra. Cursó sus estudios de Magisterio y Artes y Oficios en Pamplona. Residió en Mendavia donde tuvo su estudio-biblioteca, conservando una importe colección de material arqueológico de unos 14 yacimientos descubiertos por él mismo y debidamente clasificados y estudiados con las Universidades de Navarra y Zaragoza.
Realizó unos 1617 cuadros sobre mitologías, culturas ancestrales, historias fantásticas, simbología, leyendas, relatos tradicionales y de costumbres, temas profesionales y de actualidad, psicoanálisis gráficos, murales sobre la historia de Navarra, Mendavia y otras localidades. Son conocidas las ilustraciones en la prensa y trabajos audiovisuales sobre textos escritos por su esposa María Inés Sainz.
Tiene obras en museos, iglesias, ayuntamientos y colecciones particulares, habiendo realizado más de 66 exposiciones individuales en Pamplona, Barcelona, San Sebastián, Bilbao, Vitoria, Madrid, Valencia. Así mismo ha presentando exposiciones en salas de arte de universidades y entidades culturales, como la realizada en el Hall Central de la Universidad de Cardiff en Gales (Reino Unido) en 1975.
En 1984 hace una exposición conjunta en Madrid, Salvador Dalí - Ángel Elvira. En 1996 se le concede el galardón MINICIA-AVNIA, con el reconocimiento de 40 colectivos culturales de Tierra Estella.

### Miguel de Sádaba
Fue un guerrillero famoso en la merindad de Estella que formó partida con el guerrillero navarro Pascual Echeverría, más conocido como «el carnicero de Corella».
Miguel de Sádaba había sido sargento en el ejército español y de él dice Espoz y Mina en sus memorias que «era hombre valiente y de mucho espíritu, aunque pecaba un tanto de fanfarrón». Miguel de Sádaba fue apresado por Espoz y Mina cuando unificó las guerrillas de Navarra y lo sometió a su disciplina, nombrándole su ayudante mayor.
Miguel de Sádaba fue apresado en Andosilla a los tres días del desastre de Baigorri, ocurrido el 2 de agosto de 1811. El día 15 cayó prisionero de los franceses y cuatro días más tarde fue ahorcado en Pamplona, después de ser interrogado por Mendiry, el famoso jefe de la policía de ocupación napoleónica.
Con esto se libró del Consejo de Guerra que le tenía preparado su comandante Espoz y Mina, ya que el desastre de Baigorri ocurrió por culpa del mismo Sádaba, al desobedecer las órdenes recibidas de trasladarse hacia Montejurra en lugar de ir a Lerín.

### Fray Francisco de Mendavia
Fue un obispo (nacido en Mendavia) católico en León Viejo (Nicaragua) donde se encontraron los restos mortales de los tres primeros Obispos de la Iglesia Católica en Nicaragua (Monseñor Diego Álvarez de Osorio, Fray Francisco de Mendavia y Fray Antonio de Valdivieso), que tuvieron su Sede Episcopal en la ciudad de León, Nicaragua, cuya jurisdicción se extendía por toda Nicaragua y por regiones que ahora son Costa Rica y Honduras. Se distinguieron por su virtud y por su caridad con los indígenas.
El Obispo de Mendavia estuvo en el cargo episcopal por muy poco tiempo (en el año 1542), desempeñando su misión apostólica y misionera hasta sufrir persecuciones y atropellos de parte de quienes en aquellos tiempos oprimían a los indígenas.

## Localidades hermanadas
- Saint Yzan de Soudiac  ((Aquitania, Francia)) desde 2001. Es una comuna francesa con una población de 1530 habitantes.

- Positano (Campania, Italia) desde 2007, una localidad de más de 3860 en la Costa Amalfitana, y declarada Patrimonio de la Humanidad por la UNESCO.

- Amaroussion (Grecia) desde 2007. Conocida igualmente como Maroussi, su población supera los 69 000 habitantes y cuenta con un templo dedicado a la diosa Artemisa, de donde procede su nombre.

- Albeștii de Muscel (Muntenia, Rumanía) desde 2007. Con más de 1570 habitantes, se trata de un municipio ubicado al sur de Rumanía. Está compuesto de dos pueblos: Albești y Cândești.